# Savigny-sous-Mâlain
Savigny-sous-Mâlain é uma comuna francesa na região administrativa da Borgonha-Franco-Condado, no departamento de Côte-d'Or. Estende-se por uma área de 6,46 km². Em 2010 a comuna tinha 236 habitantes (densidade: 36,5 hab./km²).